# Passo Gobbera
Il passo Gobbera è un valico alpino situato nel Trentino orientale. Collega il comune di Canal San Bovo, di cui fa parte, a Imèr. Si pone, quindi, tra la valle del Vanoi e il Primiero. Prima della costruzione della galleria del monte Totoga era l'unico collegamento tra le due valli, ora è diventato un luogo tranquillo e poco trafficato.
Il passo si trova a 989 m s.l.m. Salendo da Canal San Bovo, il paesaggio offre una vista di ampie superfici di pascoli interrotte da piccoli gruppi di case. Sul Passo sorge una piccola frazione abitata, da notare la chiesa Seicentesca dedicata a san Gottardo, ristrutturata nel 2010.
Da passo Gobbera parte un comodo sentiero che in circa 30 minuti porta all'antica chiesetta di San Silvestro. Un altro sentiero porta invece al monte Totoga (1705 m s.l.m.), importante per la grande varietà di flora presente e per i cunicoli dai grandi finestroni (stoli) risalenti alla prima guerra mondiale dove erano installati 4 pezzi d'artigliera italiana 75A posizionati in modo da controllare il monte Cauriòl.
Interessante inoltre è la cosiddetta calchèra situata nelle vicinanze del passo, una fornace anticamente utilizzata per la produzione della calce, recentemente restaurata.